# Balthazar (banda)

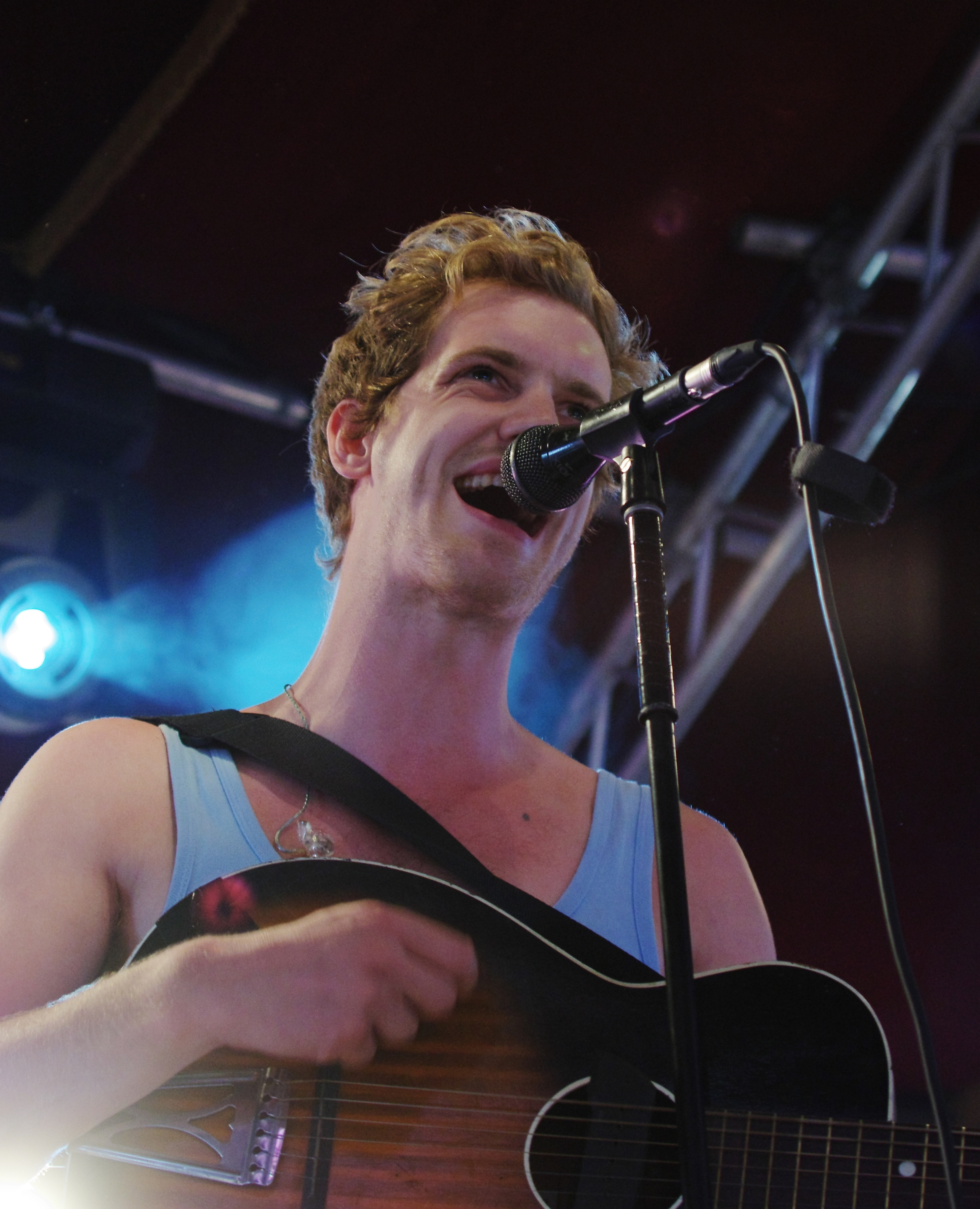
Maarten Devoldere no Haldern Pop Festival em 2013.

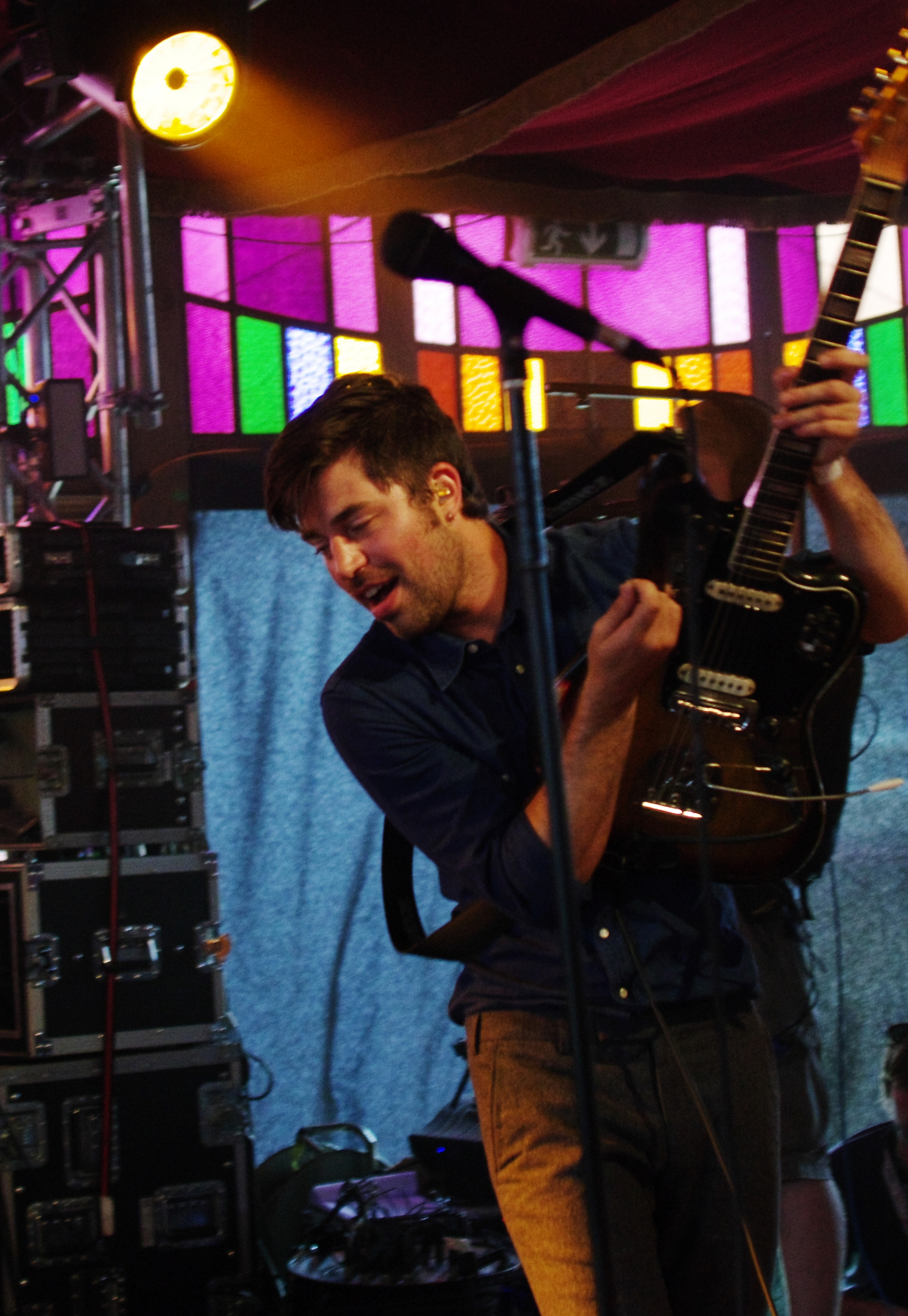
Jinte Deprez no Haldern Pop Festival, 2013

Balthazar é uma banda belga de indie pop/rock. A banda é formada por Maarten Devoldere, Jinte Deprez, Simon Casier, Michiel Balcaen e Tjis Delbeke, sendo todos os integrantes oriundos das áreas de Kortrijk e Gante, Flandres.

## História

### 2004–2009
Balthazar foi formada na segunda metade de 2004. Na primavera de 2005, Devoldere, Vanneste e Deprez (com 18 anos) venceram a competição nacional Kunstbende para jovens com a canção "Lost and Found". No dia 3 de Dezembro do mesmo ano, também venceram o Westtalent, concurso de rock da província de Flandres Ocidental.
Em 2006, a banda venceu o prêmio Humo's Rock Rally Audience, então chamado "KBC Publieksprijs". Em Agosto, lançaram seu primeiro EP homônimo. No início de 2007, depois de sessenta apresentações, o baixista Joachim Quartier e baterista Koen Verfaillie foram substituídos por Simon Casier e Christophe Claeys.
Em Julho de 2007, Balthazar tocou no Festival Dour, subsequentemente ao lançamento de seu primeiro single "This Is a Flirt". O single alcançou a Radio 1 e o Studio Brussel, perdurando pelo verão, alcançando segundo lugar na lista de hits "De Afrekening".
Em Fevereiro de 2008, a banda lançou o segundo single, "Bathroom Lovin': Situations", que alcançaria o topo das listas de Humo, Hotlist e De Afrekening. A banda tocou, no verão do mesmo ano, no festivais de Folk Dranouter, Marktrock e outros. Performances na Alemanha, Suíça, Países Baixos e França seguiram os festivais, e no verão de 2009, Balthazar tocou na África do Sul em um tour em clubes.
Nesta altura, a banda começou a trabalhar no primeiro album de estúdio, Applause. Ao retornar para a Bélgica nos finais de 2009, lançaram o single "Fifteen Floors".

### Applause(2010)
Em 22 de Março de 2010, o álbum debut Applause foi lançado na Bélgica e nos Países Baixos. Produzido por Maarten Devoldere, que então tinha 22 anos de idade, e Jinte Deprez, o álbum fora mixado na Noruega por Ynge Leidulv Saetre. Applause teve boa recepção pela imprensa e pelo público, alcançando o topo de muitas listas, incluindo Focus Knack, De Morgen e a revista OOR.
Em 7 de Janeiro de 2011, Balthazar recebeu um Music Industry Award por "Melhor Álbum de 2010" na lista de 2010 da MIA.
Em Abril de 2010, a banda tocou no Paradiso em Amsterdam após o cancelamento de várias outras bandas devido à nuvem de cinzas vulcânicas sobre a Europa. Tocaram em diversos festivais durante o verão de 2010 e no outono, esgotaram a ocupação em uma série de shows em casas na Bélgica e nos Países Baixos.
Após promoverem o primeiro álbum em ambos países, tocaram no Eurosonic Noorderslag, o que os colocou sob os holofotes europeus. Mais tarde, viajariam para tocar pela primeira vez em Nova Iorque.

### Rats(2012)
O segundo álbum, Rats, foi lançado em 15 de Outubro de 2012 na Europa, exceto no Reino Unido. Novamente produzido por Devoldere e Deprez, o álbum foi mixado por Noah Georgeson (Devandra Banhart, The Strokes) em Los Angeles. No Music Industry Awards de 2012, venceram novamente o prêmio por melhor álbum. O reconhecimento os levou a ampliado reconhecimento na França, com o jornal Libération alegando se tratar do melhor álbum lançado no ano.

### Thin Walls(2015)
Em 26 de Janeiro de 2015, a banda lançou o single "Then What", precedendo o álbum que viria dois meses mais tarde Thin Walls.  Com boa recepção, o álbum esteve em primeiro lugar no Afrekening do Studio Brussel por quatro semanas consecutivas. É o primeiro álbum a ter em sua produção um produtor contrato; Ben Hillier, conhecido por seu trabalho com Blur e Depeche Mode. O álbum foi um dos dezenove nomeados ao prêmio IMPALA de "Álbum do Ano". O tour Thin Walls percorreu a Europa toda, com grandes apresentações e participações em festivais na Bélgica, França, Países Baixos, Reino Unido, Itália, Suíça, Turquia e Ucrânia.

### Trilha sonora deThe Break(La Trêve) (2016)
A canção "The Man Who Owns the Place" de Rats toca durante os créditos de abertura da primeira temporada da série belga The Break (La Trêve), enquanto "True Love" do álbum do Thin Walls toca na abertura da segunda temporada.

### Fever (2019)
O quarto álbum da banda, Fever, foi lançado em 25 de Janeiro de 2019. A faixa que dá nome ao álbum foi lançada anteriormente em 31 de Outubro de 2018.[carece de fontes?]

### Sand(2021)
À altura de Março de 2021, o último álbum de Balthazar é Sand, de 26 de Fevereiro de 2021.

## Membros da banda
Membros atuais
- Maarten Devoldere – vocais, guitarra, teclado
- Jinte Deprez – vocais, guitarra, teclado
- Simon Casier – contrabaixo
- Michiel Balcaen – bateria
- Tijs Delbeke - teclado, violino, guitarra, trombone

Antigos membros
- Joachim Quartier – contrabaixo
- Koen Verfaillie – bateria
- Christophe Claeys – bateria
- Patricia Vanneste – vocais, violino, sintetizador

## Discografia

### Álbums de estúdio
| Ano  | Álbum      | Posições mais altas | Posições mais altas | Posições mais altas | Posições mais altas | Posições mais altas |
| Ano  | Álbum      | BEL (Fl)            | BEL (Wa)            | FRA                 | NED                 | SWI                 |
| ---- | ---------- | ------------------- | ------------------- | ------------------- | ------------------- | ------------------- |
| 2010 | Applause   | 13                  | —                   | —                   | 69                  | —                   |
| 2012 | Rats       | 1                   | 57                  | 80                  | 41                  | —                   |
| 2015 | Thin Walls | 2                   | 23                  | 59                  | 19                  | —                   |
| 2019 | Fever      | 1                   | 5                   | 30                  | 11                  | 38                  |
| 2021 | Sand       | 1                   | 1                   | —                   | —                   | 23                  |

### Singles
| Ano  | Título                               | Posições mais altas | Posições mais altas | Posições mais altas | Posições mais altas | Álbum      |
| Ano  | Título                               | BEL (Fl) Ultratop   | BEL (Fl) Ultratip   | BEL (Wa) Ultratip   | FRA                 | Álbum      |
| ---- | ------------------------------------ | ------------------- | ------------------- | ------------------- | ------------------- | ---------- |
| 2007 | "This Is a Flirt"                    | —                   | 4                   | —                   | —                   |            |
| 2008 | "Bathroom Lovin': Situations"        | —                   | 15                  | —                   | —                   |            |
| 2009 | "Fifteen Floors"                     | —                   | 19                  | —                   | —                   | Applause   |
| 2010 | "I'll Stay Here"                     | —                   | 34                  | —                   | —                   | Applause   |
| 2011 | "The Boatman"                        | —                   | 12                  | —                   | —                   | Applause   |
| 2012 | "The Oldest of Sisters"              | —                   | 8                   | —                   | —                   | Rats       |
| 2012 | "Do Not Claim Them Anymore"          | —                   | 5                   | —                   | —                   | Rats       |
| 2013 | "Sinking Ship"                       | —                   | 11                  | —                   | —                   | Rats       |
| 2014 | "Leipzig"                            | —                   | 10                  | —                   | —                   |            |
| 2015 | "Then What"                          | —                   | 2                   | 24                  | —                   | Thin Walls |
| 2015 | "Bunker"                             | —                   | 8                   | 25                  | 140                 | Thin Walls |
| 2015 | "Nightclub"                          | —                   | 7                   | —                   | —                   | Thin Walls |
| 2016 | "Wait Any Longer"                    | —                   | 14                  | —                   | —                   | Thin Walls |
| 2018 | "Fever"                              | 47                  | —                   | 31                  | —                   | Fever      |
| 2018 | "Entertainment"                      | —                   | —                   | 28                  | —                   | Fever      |
| 2019 | "I'm Never Gonna Let You Down Again" | —                   | 4                   | —                   | —                   | Fever      |
| 2019 | "Wrong Vibration"                    | —                   | 8                   | —                   | —                   | Fever      |
| 2019 | "Changes"                            | —                   | 9                   | —                   | —                   | Fever      |
| 2020 | "Halfway"                            | —                   | 6                   | —                   | —                   | Sand       |
| 2020 | "Losers"                             |                     |                     |                     |                     | Sand       |
| 2020 | "You Won't Come Around"              |                     |                     |                     |                     | Sand       |

## Projetos secundários
Alguns membros da banda iniciaram projetos secundários:
- Maarten Devoldere — Warhaus[20]
- Jinte Deprez — J. Bernardt[21]
- Simon Casier — Zimmerman[22]